# Sumurkidang
Sumurkidang is een bestuurslaag in het regentschap Pemalang van de provincie Midden-Java, Indonesië. Sumurkidang telt 3257 inwoners (volkstelling 2010).